# Dysk instalacyjny
Dysk instalacyjny (ang. installation disk) – dysk lub zestaw dysków (dyskietek lub też dysków optycznych - CD, DVD) dostarczanych przez producenta, na którym znajduje się oprogramowanie w postaci skompresowanej. Podczas instalacji program jest rozpakowywany i dostosowywany (konfigurowany) do potrzeb użytkownika i jego zestawu sprzętowego.